# Távol-keleti szövetségi körzet

A Távol-keleti szövetségi körzet elhelyezkedése

A Távol-keleti szövetségi körzet (oroszul Дальневосточный федеральный округ [Dalnyevosztocsnij  fegyeralnij okrug]) Oroszország nyolc szövetségi körzetének egyike.

## Jellemzése
Területe: 6 215 900 km², lakossága közel 6,5 millió fő.
Az elnöki képviselet székhelye 2018. december 12-ig Habarovszkban volt. Vlagyimir Putyin elnöki rendelete 2018. december 13-án a szövetségi körzet székhelyét Vlagyivosztokba helyezte át.
- Az elnök meghatalmazott képviselője: Viktor Ivanovics Isajev (2009. április 30. óta; előtte a Habarovszki határterület kormányzója volt.)
- Korábbi elnöki képviselők a szövetségi körzetben:

1. Konsztantyin Boriszovics Pulikovszkij (2000. május 18. – 2005. november 14.)
2. Kamil Samiljevics Iszhakov (2005. november 14. – 2007. október 2.)
3. Oleg Alekszandrovics Szafonov (2007. október 29. – 2009. április 30.)

### Összetétele
Ebbe a szövetségi körzetbe 2018. november 3-ig a föderáció 9 alanya (szubjektuma) tartozott. Vlagyimir Putyin elnöki rendelete a besorolást megváltoztatta: Burjátföldet és a Bajkálontúli határterületet a Szibériai szövetségi körzetből kiemelte és ehhez a szövetségi körzethez csatolta. A szövetségi körzet 11 alanya 2018. november 3-tól:
| Távol-keleti szövetségi körzet | Távol-keleti szövetségi körzet | Távol-keleti szövetségi körzet | Távol-keleti szövetségi körzet |
| Szám a térképen                | Zászló                         | Föderáció alanya               | Székhely                       |
| ------------------------------ | ------------------------------ | ------------------------------ | ------------------------------ |
| 1                              |                                | Amuri terület                  | Blagovescsenszk                |
| 2                              |                                | Burjátföld                     | Ulan-Ude                       |
| 3                              |                                | Zsidó autonóm terület          | Birobidzsan                    |
| 4                              |                                | Bajkálontúli határterület      | Csita                          |
| 5                              |                                | Kamcsatkai határterület        | Petropavlovszk-Kamcsatszkij    |
| 6                              |                                | Magadani terület               | Magadan                        |
| 7                              |                                | Tengermelléki határterület     | Vlagyivosztok                  |
| 8                              |                                | Jakutföld                      | Jakutszk                       |
| 9                              |                                | Szahalini terület              | Juzsno-Szahalinszk             |
| 10                             |                                | Habarovszki határterület       | Habarovszk                     |
| 11                             |                                | Csukcsföld                     | Anadir                         |

## Külső hivatkozások
- A Távol-keleti szövetségi körzet hivatalos honlapja